# Pycnocline

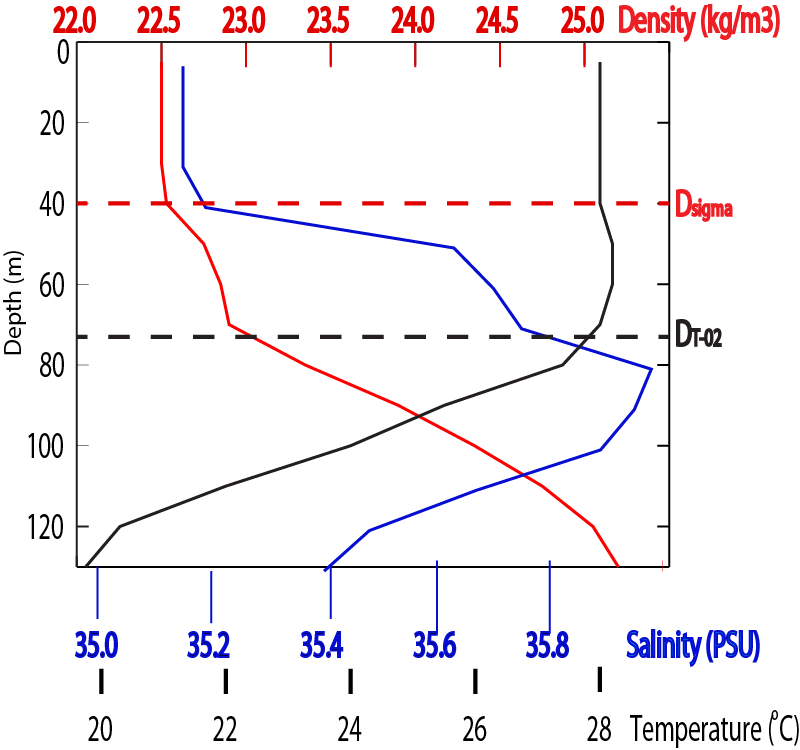
Un profil Argo, pris le 31 janvier 2002 dans l'océan Indien tropical. La ligne rouge est le profil de densité, la ligne noire est la température et la ligne bleue est la salinité.
Notez la transition rapide de la courbe rouge entre 80 et 120 m.

En hydrologie, une pycnocline est une cline, ou une couche verticale, où le gradient de densité (∂ρ/∂z) est le plus élevé au sein d'un corps de l'eau. Un courant océanique est généré par les forces telles que le déferlement des vagues, les différences de température et de salinité, le vent, l'effet de Coriolis et les marées, causées par l'attraction gravitationnelle de la Lune et du Soleil. En outre, les propriétés physiques d'une pycnocline entraînée par des gradients de densité affectent également les flux et profils verticaux dans l'océan. Ces changements peuvent être liés au transport de la chaleur, de sel et des éléments nutritifs dans l'océan. La diffusion de la pycnocline contrôle le courant ascendant (upwelling).
La pycnocline correspond généralement avec la thermocline, la couche où le gradient de température est le plus élevé. La pycnocline est également une zone de grande stabilité, délimitant verticalement les couches de mélange (en) des couches profondes.
Au-dessous de la couche de mélange, un gradient de densité stable (c.-à-d. une pycnocline) sépare le haut et le bas de l'eau, ce qui entrave le transport vertical. Cette séparation a d'importants effets biologiques sur l'océan et de les organismes vivants marins. Cependant, le mélange vertical à travers une pycnocline est un phénomène régulier dans les océans, et se fait par de la turbulence produite par cisaillement. Un tel mélange joue un rôle-clé dans le transport des nutriments.

## Fonction physique
Le mélange par turbulence, produit par les vents et les vagues, transfère la chaleur vers le bas à partir de la surface. Dans les basses et moyennes latitudes, cela crée une couche de mélange de l'eau en surface de température presque uniforme, qui peut être épaisse de quelques mètres jusqu'à plusieurs centaines de mètres de profondeur. En dessous de cette couche de mélange, à des profondeurs de 200 à 300 m dans l'océan ouvert, la température commence à diminuer rapidement vers le bas jusqu'à environ 1000 m. La couche d'eau à l'intérieur de laquelle le gradient de température est le plus élevé est appelée la thermocline permanente. La différence de température à travers cette couche peut être aussi élevée que 20 °C, en fonction de la latitude. La thermocline permanente coïncide avec un changement dans la densité entre les eaux de surface de faible densité et les eaux de fond denses. La région de changement de densité rapide est appelée la pycnocline, et celle-ci agit comme une barrière à la circulation verticale de l'eau ; ainsi, elle affecte également la distribution verticale de certaines substances chimiques qui jouent un rôle dans la biologie des mers. Les forts gradients de température et de densité peuvent également agir comme une restriction aux mouvements verticaux des animaux.

### Stabilité
Les pycnoclines sont instables lorsque leur nombre de Richardson descend en dessous de 0,25. Le nombre de Richardson est une valeur sans dimension exprimant le rapport de l'énergie potentielle à l'énergie cinétique. Ce ratio descend en dessous de 0,25 lorsque le taux de cisaillement dépasse la stratification. Cela peut produire de l'instabilité de Kelvin-Helmholtz, résultant en une turbulence qui conduit à un mélange.
Les variations de profondeur ou d'autres propriétés de la pycnocline peuvent être simulées à partir de modèles informatiques. L'approche la plus simple de ces modèles est d'examiner le pompage d'Ekman modèle basé sur le modèle de circulation générale de l'océan (OCGM).

## Fonction biologique
Le taux de croissance du phytoplancton est contrôlé par la concentration des éléments nutritifs et la régénération des nutriments dans la mer est une partie très importante de l'interaction entre les niveaux trophiques élevés et de base. La séparation due à la pycnocline empêche l'approvisionnement en éléments nutritifs de la couche inférieure à la couche supérieure. Les flux d'éléments nutritifs par le biais de la pycnocline sont plus bas que dans les autres couches de surface.

### Boucle microbienne
La boucle microbienne est une voie trophique dans le réseau trophique marin microbien. Le terme « boucle microbienne » a été inventé par Azam et coll. (1983) pour décrire le rôle joué par les micro-organismes dans les cycles de carbone et des éléments nutritifs de l'écosystème marin, où le carbone organique dissous (COD) est renvoyé vers les niveaux trophiques supérieurs via l'incorporation dans la biomasse bactérienne, et aussi couplé avec  la chaîne alimentaire classique formée par le phytoplancton-zooplancton-necton.
À la fin de l'efflorescence algale du phytoplancton, lorsque les algues entrent dans un stade de sénescence, il y a une accumulation de phytodétritus et une augmentation de la libération de dissolution des métabolites. C'est notamment à cette époque que les bactéries peuvent utiliser ces sources d'énergie pour se multiplier et produire une forte impulsion (ou efflorescence) qui suit le phytoplancton. La même relation entre le phytoplancton et les bactéries influe sur la distribution verticale de bactérioplancton. Un nombre maximal de bactéries se produisent généralement lors de la pycnocline, où les phytodetritus s'accumulent par le naufrage en provenance de la couche euphotique. Là, la décomposition par les bactéries contribue à la formation de couches stables d'eau un minimum d'oxygène.

### Migration verticale quotidienne
L'une des comportements les plus caractéristiques du plancton est sa migration verticale qui se produit avec une périodicité de 24 heures, la migration verticale quotidienne. La distance verticale parcourue sur 24 heures varie, en règle générale étant plus importante chez les espèces plus grandes et meilleurs nageurs. Mais même les petits copépodes, peut parcourir plusieurs centaines de mètres, deux fois dans une période de 24 heures, et plus les meilleurs nageurs, comme les euphausiacés et les crevettes pélagiques, peuvent voyager 800 m ou plus. La gamme de profondeur de la migration peut être inhibée par la présence de la thermocline ou de la pycnocline. Cependant, le phytoplancton et le zooplancton capable de migration verticale quotidienne sont souvent concentrés dans la pycnocline. 

### Autres types de clines
En hydrologie et sciences et technologies liées, un cline est une couche dans un fluide, relativement mince, généralement horizontale, dans laquelle une propriété du fluide varie grandement sur une distance verticale relativement courte.
- Thermocline - Une cline basée sur la différence dans la température de l'eau,
- Chimiocline - Une cline basée sur la différence dans la chimie de l'eau,
- Halocline - Une cline basée sur la différence dans  la salinité  de l'eau,
- Lutocline - Une cline basée sur la différence dans la turbidité de l'eau.